# Trichonyssodrys cinctus
Trichonyssodrys cinctus là một loài bọ cánh cứng trong họ Cerambycidae.